# Lebrecht de Anhalt-Köthen
Lebrecht de Anhalt-Köthen (Plötzkau, 8 de abril de 1622-Köthen, 7 de noviembre de 1669) fue un príncipe alemán de la Casa de Ascania y gobernante del principado de Anhalt-Plötzkau. A partir de 1665, fue gobernante del principado de Anhalt-Köthen.
Era el segundo hijo del Príncipe Augusto de Anhalt-Plötzkau, con su esposa Sibila, hija del Conde Juan Jorge de Solms-Laubach.

## Biografía
Después de la muerte de su padre en 1653, Lebrecht heredó Plötzkau conjuntamente con su hermano mayor Ernesto Gottlieb y su hermano menor Emmanuel. Con su principado, también recibieron la regencia sobre Anhalt-Köthen en nombre del Príncip infante Guillermo Luis. Mientras de Lebrecht y Emmanuel ejercieron la regencia, Ernest Gottlieb sirvió como único gobernante sobre Plötzkau, pero solo durante siete meses hasta su muerte, soltero y sin hijos.
Lebrecht continuó como regente sobre Köthen hasta 1659, cuando Guillermo Luis fue proclamado mayor de edad y comenzó el gobierno su sobre su principado. Lebrecht entonces retornó a Plötzkau, donde gobernó conjuntamente con Emmanuel.
La muerte de Guillermo Luis en 1665 sin herederos cambió la distribución de los principados de Anhalt existentes: Lebrecht y su hermano recibieron Anhalt-Köthen, y Plötzkau fue devuelto a Anhalt-Bernburg, de donde había sido extraído originalmente.
En Plötzkau el 18 de enero de 1655 Lebrecht contrajo matrimonio con Sofía Úrsula Leonor (Ortenberg, 2 de octubre de 1628 - Köthen, 13 de septiembre de 1675), hija del Conde Enrique Volrad de Stolberg-Wernigerode. La unión no tuvo hijos.
Después de cuatro años de gobierno en Köthen, Lebrecht murió sin herederos y fue sucedido por su hermano menor y cogobernante Emmanuel.